# Josephine Butler
Josephine Elisabeth Butler (Milfield, 13 april 1828 – Wooler, 30 december 1906) was een goedgeschoolde feministe uit de Britse landadel die vooral bekend is vanwege haar inzet voor het welzijn van prostituees.

## Maatschappelijke betrokkenheid en actievoering
Butler werd geboren als het zevende kind van de negen van John Grey en Hannah Annett. Haar vader zette zich in voor sociale hervorming, onder andere de afschaffing van de Corn Laws.  In 1852 trouwde ze met George Butler, een docent klassieke talen, die haar politieke opvattingen deelde; ze waren beide tegen slavernij en Butler beschouwde haar, voor zijn tijd vooruitstrevend, als zijn gelijke en steunde haar campagnes.
Butler zag prostitutie als een ernstige vorm van vrouwenonderdrukking die niet alleen prostituees, maar iedere vrouw onteerde. Zij streed tegen dubbele standaarden waardoor wel prostituees maar niet hun klanten werden veroordeeld. Ze streed ook mede vanuit haar christelijke overtuiging,
tegen prostitutie. Een belangrijk strijdpunt was de Contagious Diseases Act, die inhield dat vrouwen die werden verdacht van prostitutie opgepakt konden worden en gedwongen (zeer pijnlijke) medische inspecties moesten ondergaan. Deze wetten werden uiteindelijk in 1886 afgeschaft.
Nadat in 1863 haar dochter overleed na een val van hun balkon, stortte Butler zich op het helpen van anderen om haar eigen leed te verzachten. Ze bezocht werkhuizen om prostituees te helpen die als straf moesten werken en haalde de vrouwen van de straat om hen in haar eigen huis te verzorgen. Ook voerde ze campagne over verschillende onderwerpen, zoals kinderprostitutie, het verleggen van de seksuele meerderjarigheid van 13 naar 16 en een betere educatie voor vrouwen. Haar campagnes kwamen haar op veel tegenstand en zelfs op geweld te staan, niet alleen omdat men het oneens was met haar ideeën, maar ook omdat het ongehoord was dat een vrouw zich in deze tijd openlijk over zaken als seksualiteit zou uitlaten. 
Josephine Butler voerde niet alleen in Groot-Brittannië, maar ook in de rest van Europa campagne. In Nederland inspireerde ze bijvoorbeeld Mariane van Hogendorp tot het oprichten van de Nederlandsche Vrouwenbond ter Verhooging van het Zedelijk Bewustzijn. In Zwitserland had ze banden met Betsy Cellérier, Hélène de Gingins en Eliza von Wattenwyl-de Portes.
In haar laatste levensjaren sloot ze zich aan bij de National Union of Women's Suffrage Societies, maar nam niet meer zo actief als vroeger deel aan de beweging. Ze overleed in 1906 en is begraven in St. Gregory's Church in Kirknewton.

## Josephine Butler, geportretteerd door kunstenaars

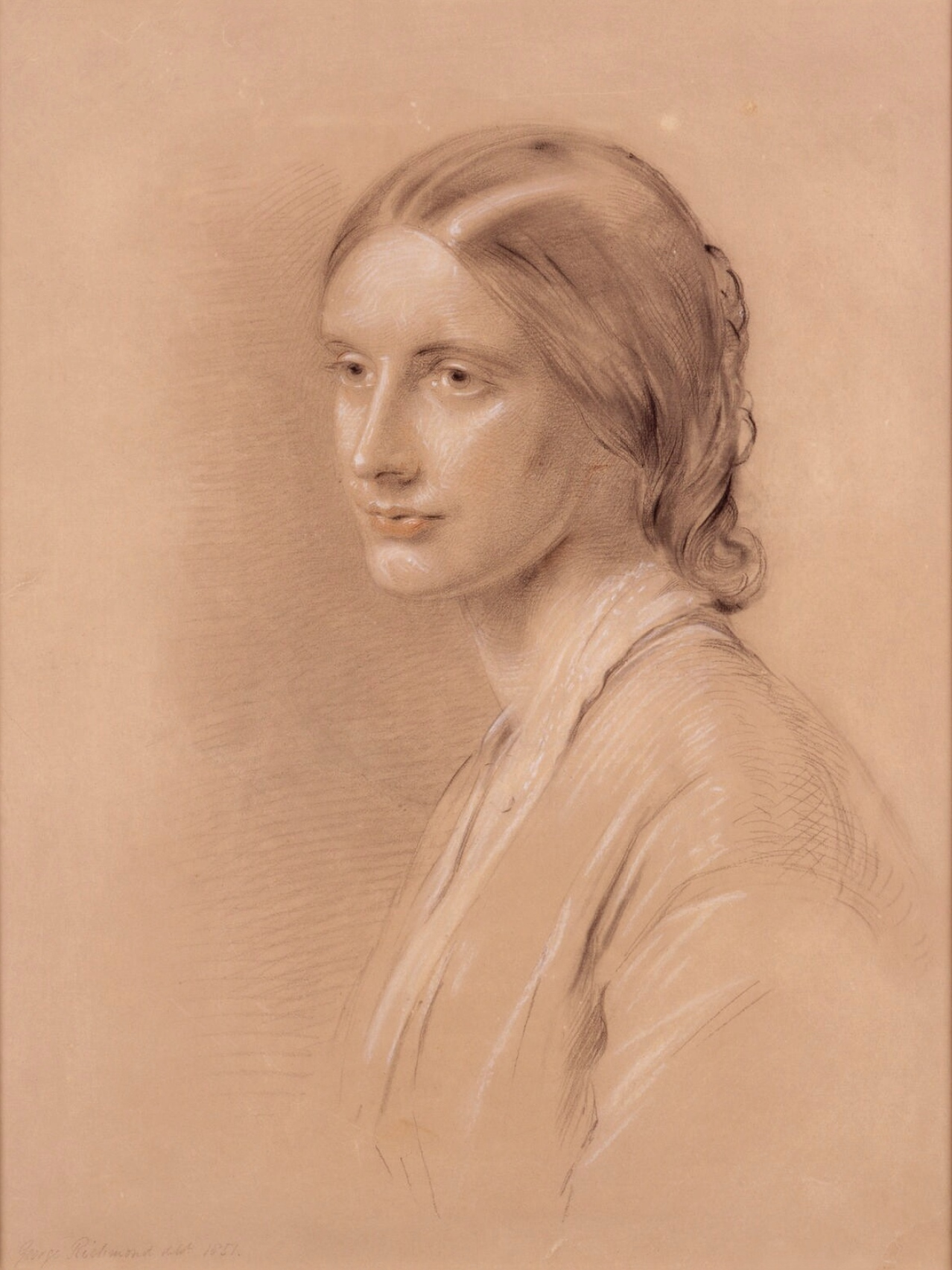
Portret van Josephine Butler (1851) door George Richmond
Portret van Josephine Butler, jaartal en kunstenaar onbekend
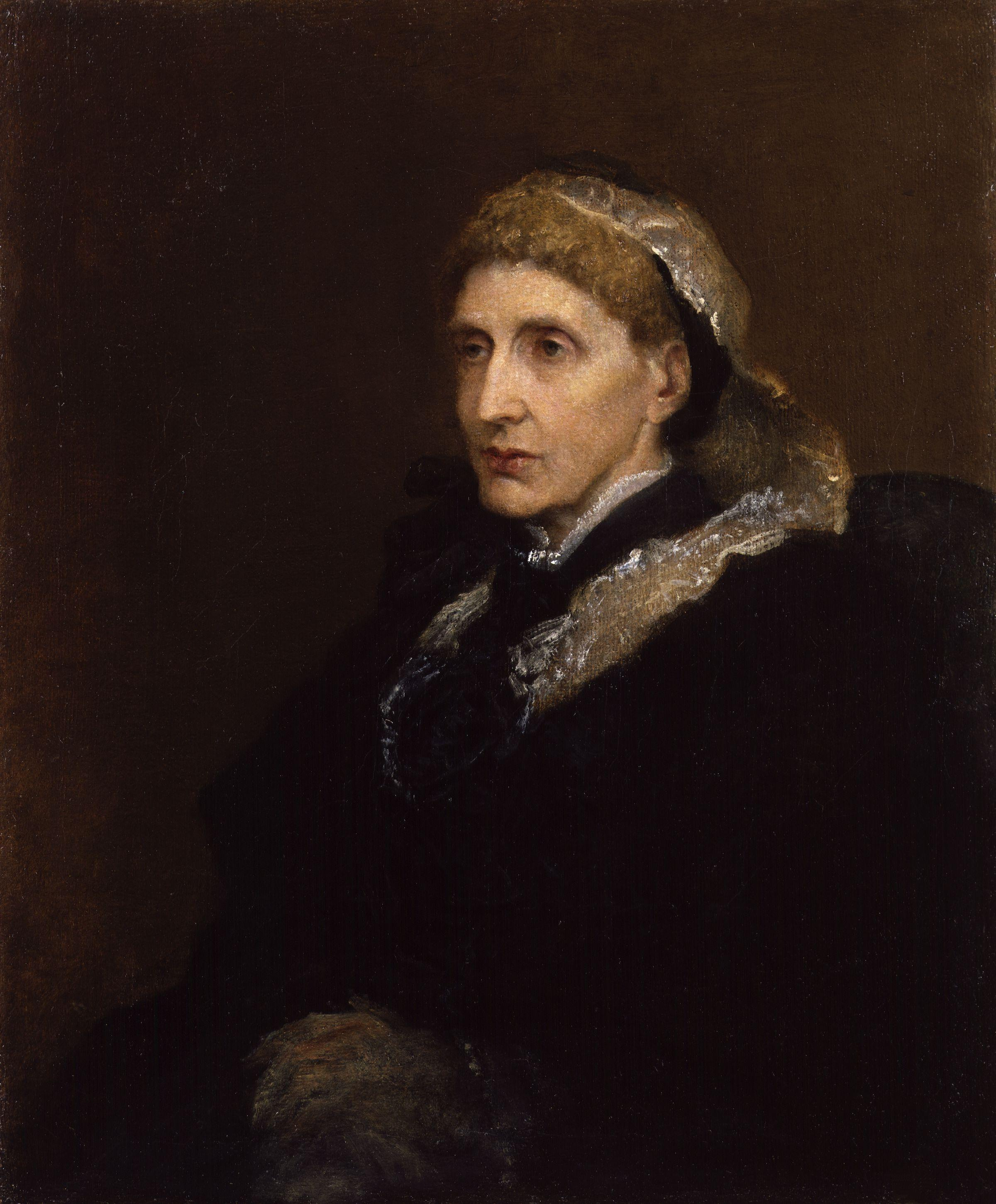
Portret van Josephine Elizabeth Butler (1894) van George Frederic Watts
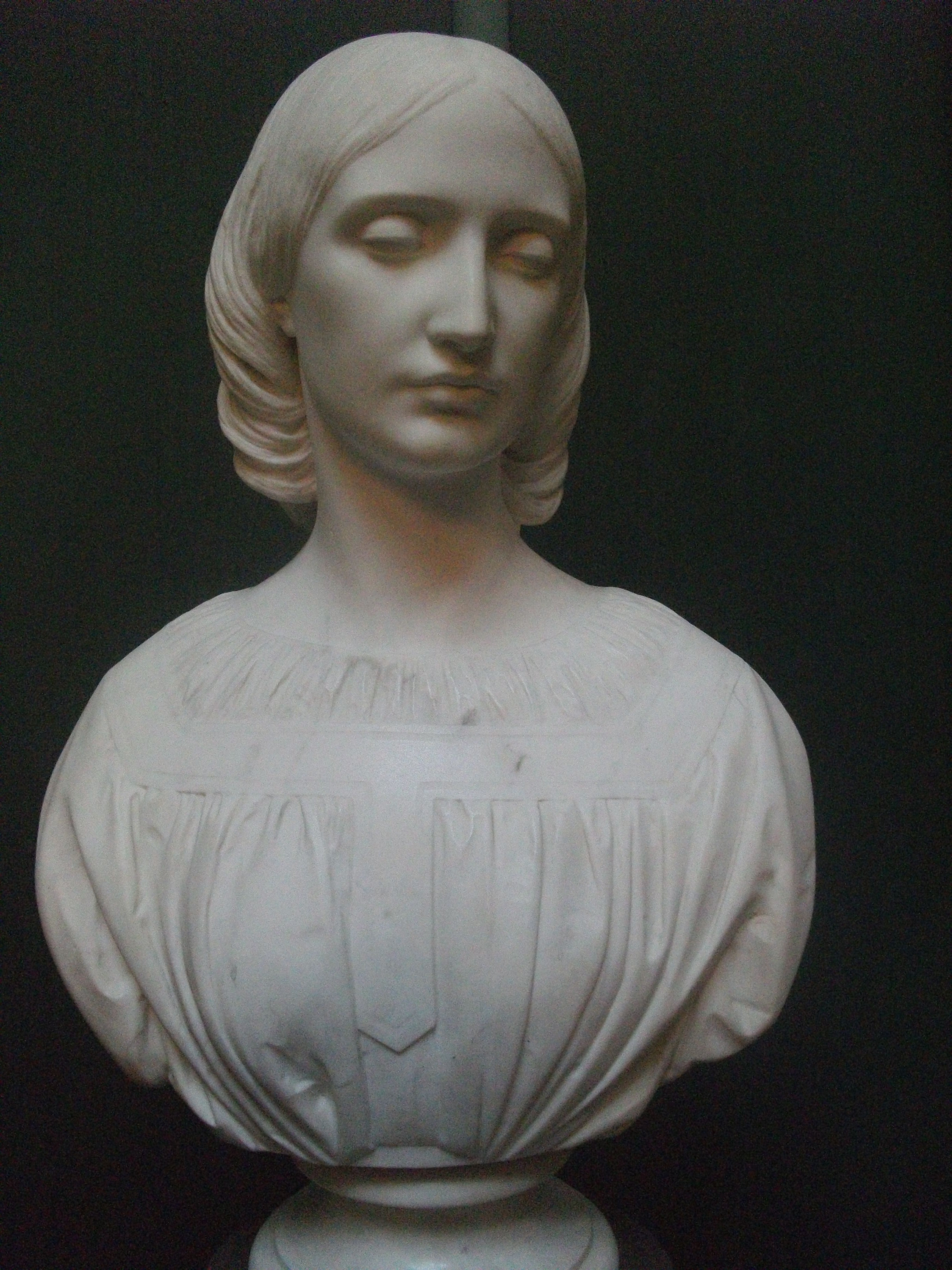
Buste van Josephine Butler door Alexander Munro

## Trivia

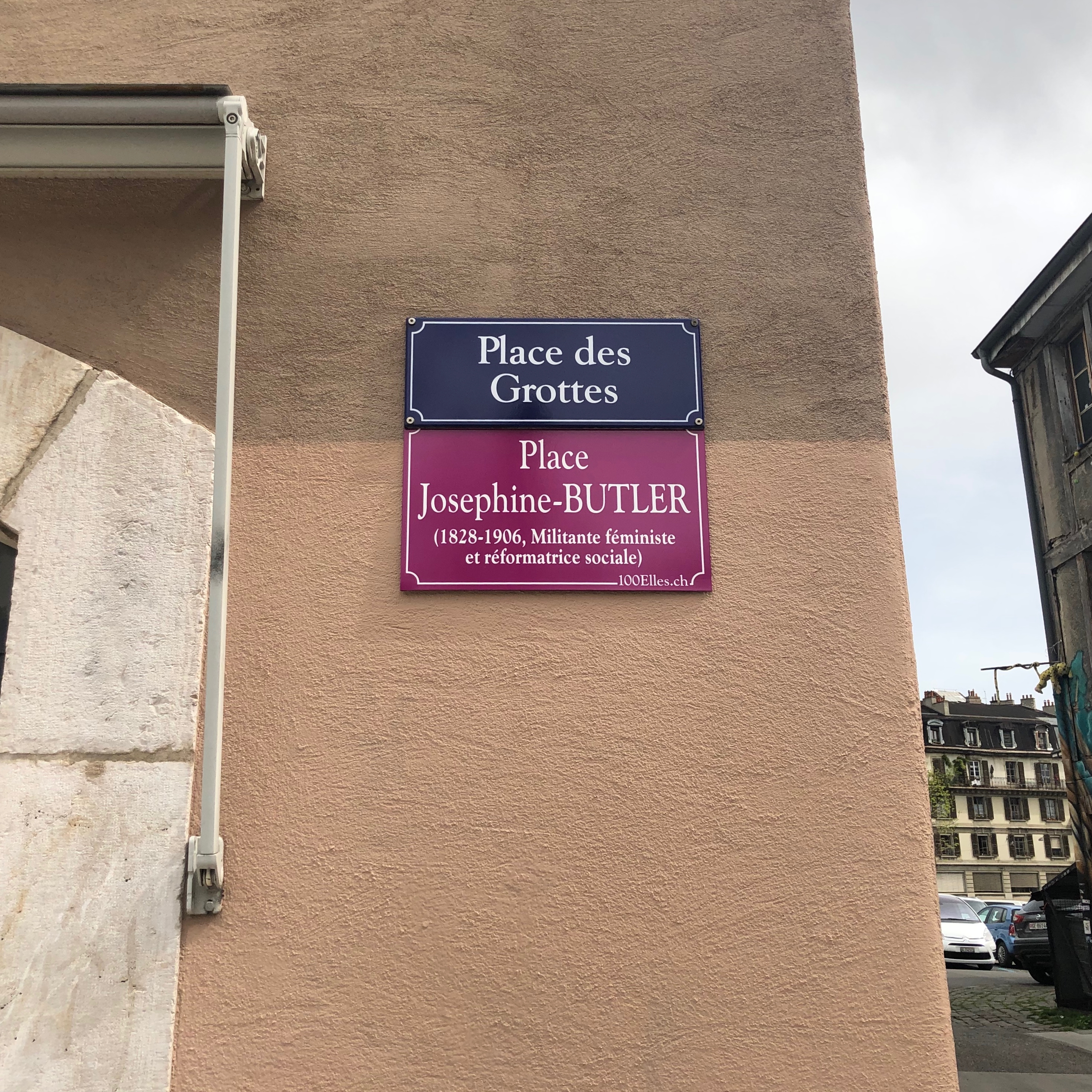
Alternatief straatnaambord van de actie 100Elles* in Genève, 2019.

- In 2019 werd in Genève door de actie 100Elles* een alternatief straatnaambord opgericht ter ere van Josephine Butler.

- Bibsys: 90174489
- Bibliothèque nationale de France: cb119546204 (data)
- CiNii: DA04192956
- Gemeinsame Normdatei: 118518127
- International Standard Name Identifier: 0000 0000 8368 6562
- Library of Congress Control Number: n50032583
- Bibliotheek van het Japanse parlement: 01230084
- Nationale Bibliotheek van Tsjechië: nlk20000090742
- Nationale bibliotheek van Australië: 36185690
- Nationale Bibliotheek van Israël: 987007270814205171
- Nationale Bibliotheek van Polen: a0000002018490
- Nederlandse Thesaurus van Auteursnamen: 071878319
- Réseau des bibliothèques de Suisse occidentale: 02-A023851219
- SNAC: w6jq26vg
- Système universitaire de documentation: 083010882
- Trove: 1225689
- Virtual International Authority File: 30328128
- WorldCat: E39PBJgHgQpdHkHVkyfV9xRHYP